# Pietro Domenico Polfranceschi
Pietro Domenico Polfranceschi (Verona, 28 aprile 1766 – Verona, 25 febbraio 1845) è stato un politico e generale italiano.

## Biografia
Pietro Domenico Polfranceschi nacque a Verona il 28 aprile 1766, figlio di Girolamo Polfranceschi e Fiorenza Bonnetti di Legnano. I Polfranceschi erano una nobile famiglia veronese dal 1414. Iniziò la sua formazione militare presso il Collegio Militare di Verona.
Fu capitano dell'esercito della Repubblica di Venezia alla fine del 1797, quando arrivò l'esercito francese comandato da Napoleone Bonaparte. Divenne poi membro della prima Repubblica Cisalpina dopo la sua costituzione nel 1797. Fu eletto il 25 luglio deputato al Congresso di Bassano. Fu in questo momento che redasse un progetto della Guardia Nazionale per Verona. Fu nominato prima segretario, poi presidente del Congresso di Bassano. Il 18 ottobre 1797, con il Trattato di Campoformio che pose fine alla prima coalizione, Bonaparte cedette la Repubblica di Venezia, la Dalmazia e l'Istria alla Casa d'Austria distruggendo le aspirazioni di libertà dei patrioti veneziani. Deluso, Polfranceschi tornò a Verona.
Il 9 novembre Bonaparte istituì a Milano il corpo legislativo bicamerale della Repubblica Cisalpina. Gli concesse quindi la cittadinanza cisalpina e lo nominò giovane dell'Assemblea Legislativa della Repubblica Cisalpina. Claude-Joseph Trouvé, ambasciatore francese presso la Repubblica Cisalpina, nel febbraio 1798 impose una nuova costituzione che legasse le politiche interne ed esterne della Repubblica Cisalpina a quelle adottate dalla Repubblica francese a luglio. Polfranceschi fu nominato nel nuovo Gran Consiglio il 19 ottobre.
L'11 novembre 1797 sposò Carolina Hubert a Parigi, dalla quale ebbe otto figli.
La seconda coalizione portò in Italia un'offensiva austro-russa ad aprile 1799. Il governo della Repubblica Cisalpina si ritirò a Chambéry. Polfranceschi si rifugiò in Francia. Scrisse probabilmente con Giovanni Fantoni, in esilio a Grenoble, il libretto II grido dell'Italia nel luglio 1799. Durante il suo esilio in Francia, scrisse due opuscoli per rispondere alle accuse di François Rivaud, succeduto a Trouvé come ambasciatore presso la Repubblica Cisalpina, alla partenza dei patrioti italiani da Milano. Partecipò con una legione di volontari italiani alla campagna, prima agli ordini di Joubert poi al comando di Bonaparte fino alla vittoria di Marengo.
Nel 1800-1801 fu per alcuni mesi Ministro della guerra della seconda Repubblica Cisalpina. Nominato generale di brigata, organizzò la gendarmeria del Regno d'Italia sul modello francese. Nel 1810 fu nominato conte dell'Impero da Napoleone in persona al Palazzo delle Tuileries. Dopo il ritorno degli austriaci, fu sollevato dalle sue funzioni nel 1814. Il suo titolo nobiliare fu confermato dall'amministrazione del Regno Lombardo-Veneto nel 1817, poi nel 1819.
Per ingraziarsi il nuovo governo austriaco mandò il figlio Girolamo alla Scuola militare di Vienna.
Polfranceschi morì a Verona il 25 febbraio 1845.

## Curiosità
Desto meraviglia la sua astensione nel voto palese di fronte a Trouvé, circa l'approvazione della Costituzione della Cisalpina. Tra i 64 dell'Assemblea tenuti a votare, in 16 si astennero. Trouvé, a votazioni ultimate, chiese:
Al che Polfranceschi:
Denunciava così la fine del sogno di Bonaparte come liberatore dell'Italia.
Inoltre, a Polfranceschi scrisse delle lettere il poeta Ugo Foscolo, presenti nell'Epistolario.